# Бёме, Ганс-Йоахим
Ганс-Йоахим Бёме (нем. Hans-Joachim Böhme; 25 апреля 1931, Лейпциг, Саксония — 11 мая 1995, Берлин) — восточногерманский учёный в области физики и государственный деятель, министр высшего и технического образования ГДР (1970—1989).

## Биография
Родился в рабочей семье. Учился на педагогическом факультете Лейпцигского университета (1950—1953). В 1952 году вступил в ряды СЕПГ.
В 1953—1955 годах работал учителем и ассистентом в Лейпцигском университете Карла-Маркса.
- 1955—1959 годах — секретарь,
- 1959—1966 годах — первый секретарь районного комитета СЕПГ «Университет Карла Маркса»,
- 1966—1968 годах — начальник студенческого отдела посольства ГДР в СССР,
- 1968—1970 годах — государственный секретарь, первый заместитель министра высшего и технического образования ГДР.

В 1970—1989 годах — министр высшего и технического образования ГДР.
Член ЦК СЕПГ (1973—1989), кандидат — с 1971 года.
В 1970 году стал профессором Берлинского университета имени Гумбольдта, а в 1981 году — почётным доктором Ленинградского университета.
В ноябре-декабре 1989 года отказался от своих государственных и партийных функций. После объединения Германии стал безработным, а в 1990 году временно работал в системе высшего образования.
В 2004 году берлинским судом был посмертно признан виновным и условно осужден на 15 месяцев по обвинению в содействии убийству трех немцев, пытавшихся нелегально перебраться на Запад.
Как установил суд политик входил в число лиц, которые могли предотвратить убийства, поскольку участвовали в принятии решений, на основании которых пограничникам предписывалось стрелять в перебежчиков.

## Награды и звания
Был награждён восточногерманскими орденами «За заслуги перед Отечеством» первой степени (1981), золотой медалью «За заслуги» Национальной народной армии ГДР (1974), золотой медалью Гуфеланда (1977).